# Neogene carrerasi
Neogene carrerasi là một loài bướm đêm thuộc họ Sphingidae. Loài này có ở Argentina.